# C/2021 A1 (Leonard)
A C/2021 A1 (Leonard), azaz a Leonard-üstökös, egy hosszú periódusú üstökös, az égitestet Greg J. Leonard fedezte fel a Mount Lemmon Obszervatóriumban 2021. január 3-án (egy évvel a pályája perihéliumának elérése előtt), ekkor 5 csillagászati egység (750 millió km) távolságra volt a Naptól. Retrográd pályája van. Az üstökösmag körülbelül 1 kilométer (0,62 mi) átmérőjű. Pályáján haladva megközelítőleg 4 millió kilométerre (2,5×106 mi) közelítette meg a Vénuszt, ez az eddig ismert, a Vénuszhoz legnagyobb közelségebe került üstökös.
A 2021-es év legfényesebb üstököse  2021. karácsonya körül fényes és látványos csóvájával kápráztatta el a déli félteke lakóit.

## Megfigyelésének története
A Greg J. Leonard által, 2021. január 3-án felfedezett Leonard-üstökösről a Mount Lemmon Obszervatóriumban felfedezésekor 1,5 méteres tükrös távcsövével készített CCD-felvételeken  az üstökösnek 10 hüvelykes kómája és 5 hüvelyk széles csóvája volt, ekkor a magnitúdóját 19,0-re becsülték. Az első, a még az égitest felfedezése előtt készült képek 2020. április 11-ra nyúlnak vissza.
2021. október 10-én az üstökösnek már rövid csóvája volt észlelhető. December elején az üstökös látszólagos magnitúdója (kóma+mag) körülbelül 6 volt. Beszámolók szerint 2021. december 5-től már szabad szemmel is láthatóvá vált. A Messier 33, azaz a Triangulum-galaxis megfigyeléséhez hasonlóan az üstökös alacsony felszíni fényereje miatt a megfigyelése urbánus területen nehezebb volt. 2021. december 6-án reggel a Leonard-üstökös körülbelül 5 fokra állt az égbolton az Arcturus csillagtól. 2021. december 14-én 14,7 fokra volt a Naptól, majd a déli féltekéről vált egyre inkább láthatóvá.
A fényszóródás is hozzájárulhatott ahhoz, hogy az üstökös rövid időre 2,5 magnitúdó fényerőre is felragyogott. A december 15-én, 20-án és 23-án tapasztalt kitörésekkel elérte a hármas magnitúdót, mielőtt visszasötétült volna 4 magnitúdóra. Az üstökös ioncsóvája összetett, porral és gázokkal, jéggel kevert. Az egymást követő időpontokban készült, egymásra helyezett fényképeken láthatóvá válik, ahogy a csóva a horizonttal 60 fokos szöget zár be, a Naphoz közeledve az egyre növekvő csóva hossza elérte az 1 kilométert. Mivel az üstökös alacsonyabban helyezkedik az égbolton, így a légkör elnyomja a fényereje nagy részét. 2021. december 22-én az üstökös fénye 4-es magnitúdó körül mozgott, a déli féltekén jól észlelhető volt távcsővel.

## Pályája

A C／2021 A1 üstökösnek 2021-ben a Nap közeli pályájáról készült animáció
C/2021 A1·
Nap·
Merkur·
Vénusz·
Föld·
Mars

A C/2021 A1, azaz a Leonard-üstökös, 2009 májusa óta van a Neptunusz pályáján belül a Naprendszerben. Az égitest pályasíkja 132,7 fokos szöget zár be a Föld pályasíkjával, azaz az ekliptikával, mozgása retrográd, azaz a Föld keringési irányával ellentétes irányban járja körül a Napot. Az üstökös keringési periódusa körülbelül 80 000 év lehet. Így a Leonard-üstökös 40 000 év óta körülbelül 3700 csillagászati egység (550×109 km) távolságról közeledett felénk. A pálya perihéliuma elérése után, 2022 szeptemberében, az üstökös kilökődik a Naprendszerből. A baricentrikus pályája 2022 szeptembere után is hiperbolikus marad.
A feltételezett Oort-felhőből érkezhetett Leonard-üstökös 2021. december 12-én került földközelbe, amikor 0,233 csillagászati egység-re (34,9 millió km-re) volt bolygónktól, és az égen a Kígyótartó csillagképben (Ophiuchus) tartózkodott. A Leonard-üstökös 2021. december 18-án 0.028 csillagászati egység (4,2×106 km) távolságnyira közelítette meg a Vénuszt - pályája perihéliuma a bolygó közel kör alakú pályájához közel van -, majd 2022. január 3-án, vagyis egy évvel a felfedezése után volt legközelebb, 0,61 csillagászati egységre, a Naphoz, azaz Vénusz pályájához képest kicsit beljebb került napközelbe.

## Galéria

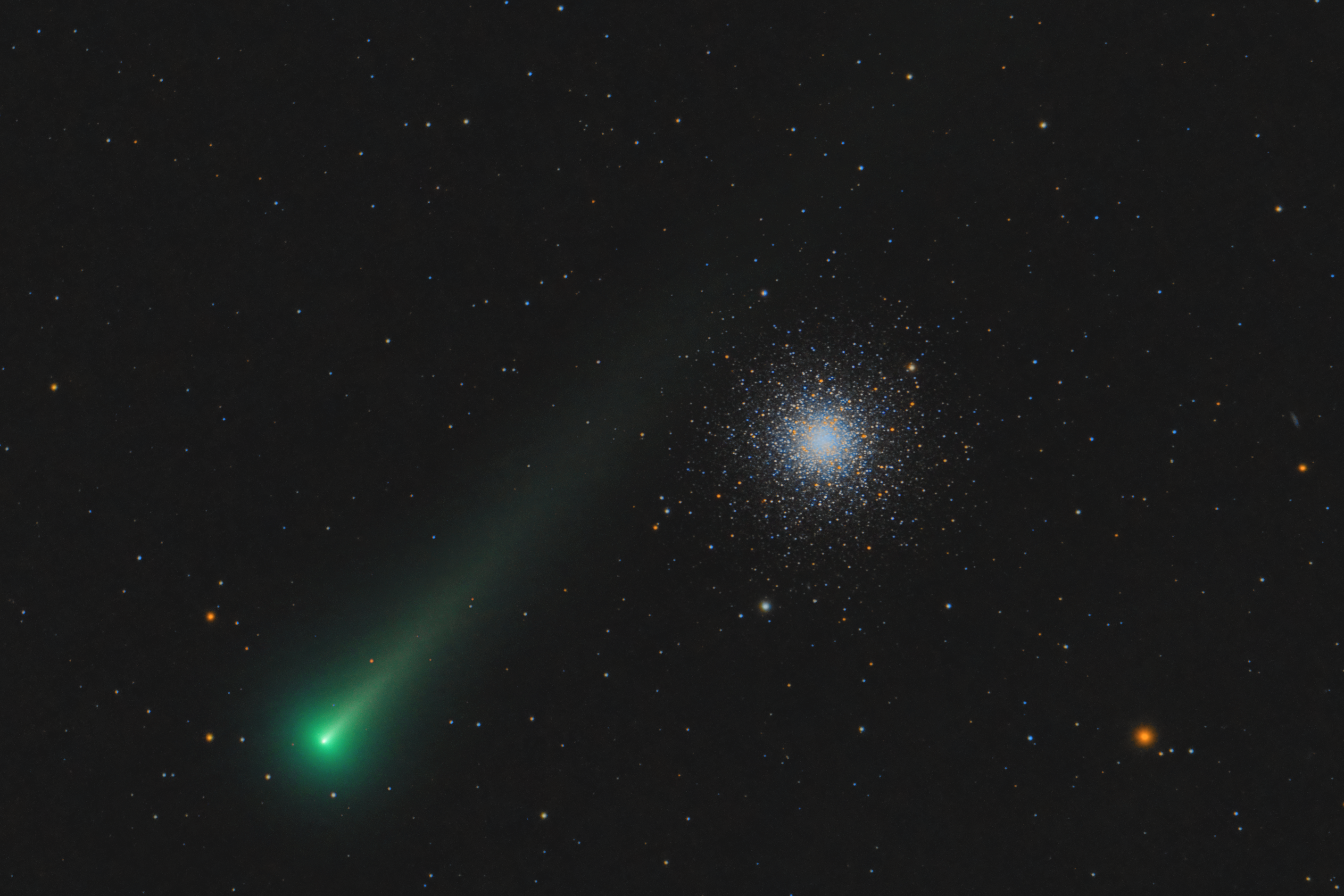
A C / 2021 A1 üstökös és a Messier 3 együttállása 2021. december 3-án, Summerville, SC
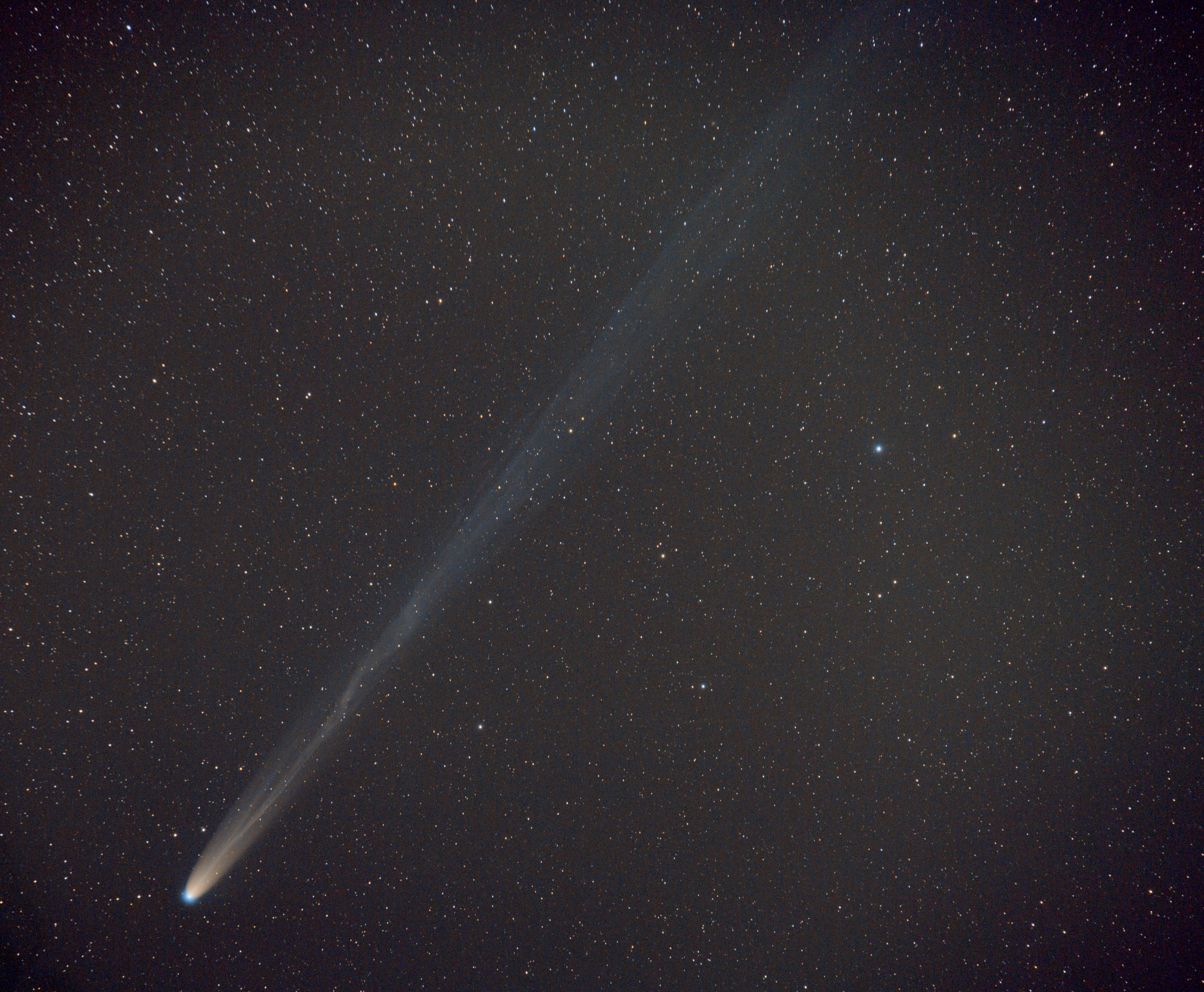
A C/2021 A1 nagylátószögű képe 2021. december 28-án
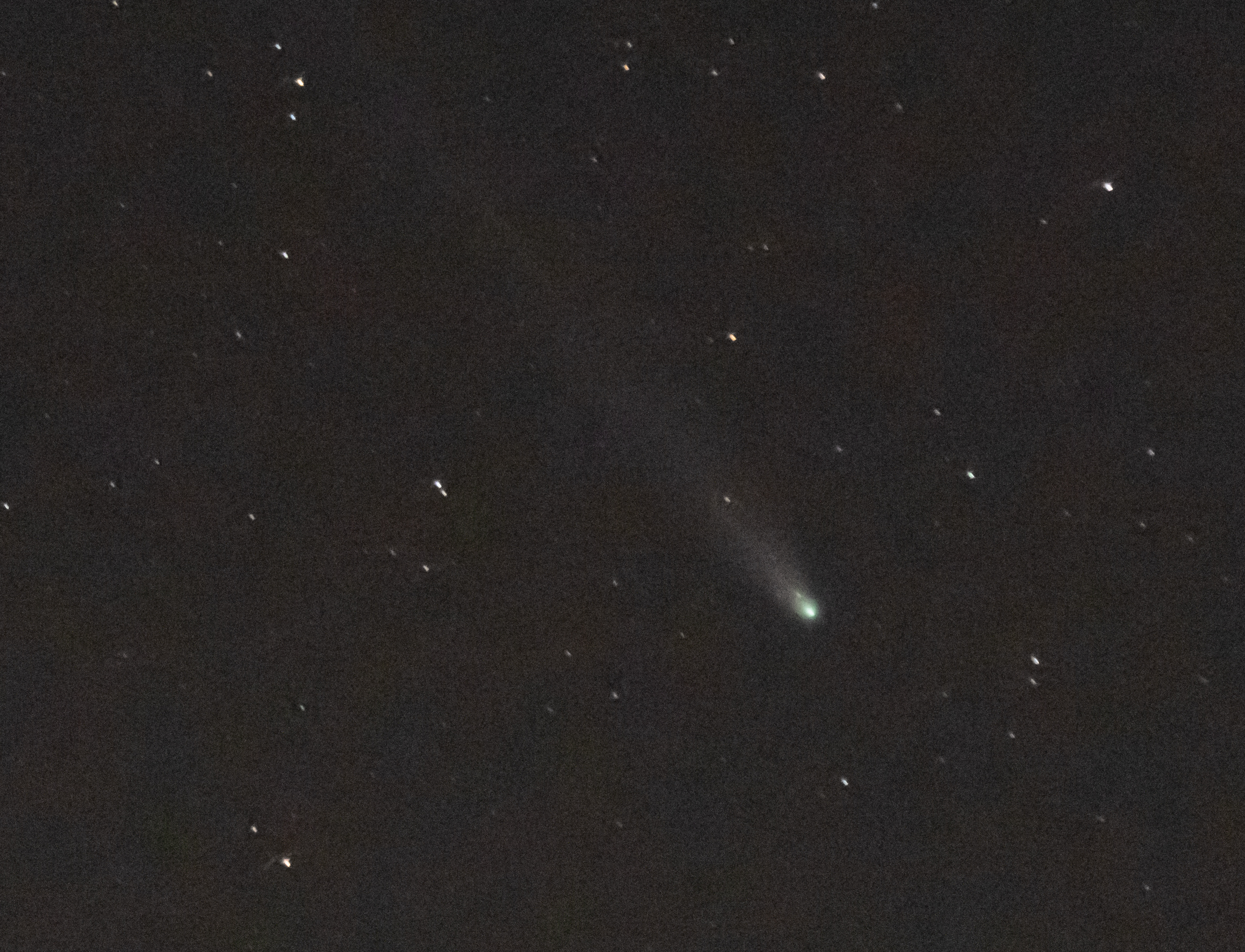
Az üstökös Tenerife felett 2021. december 31-én
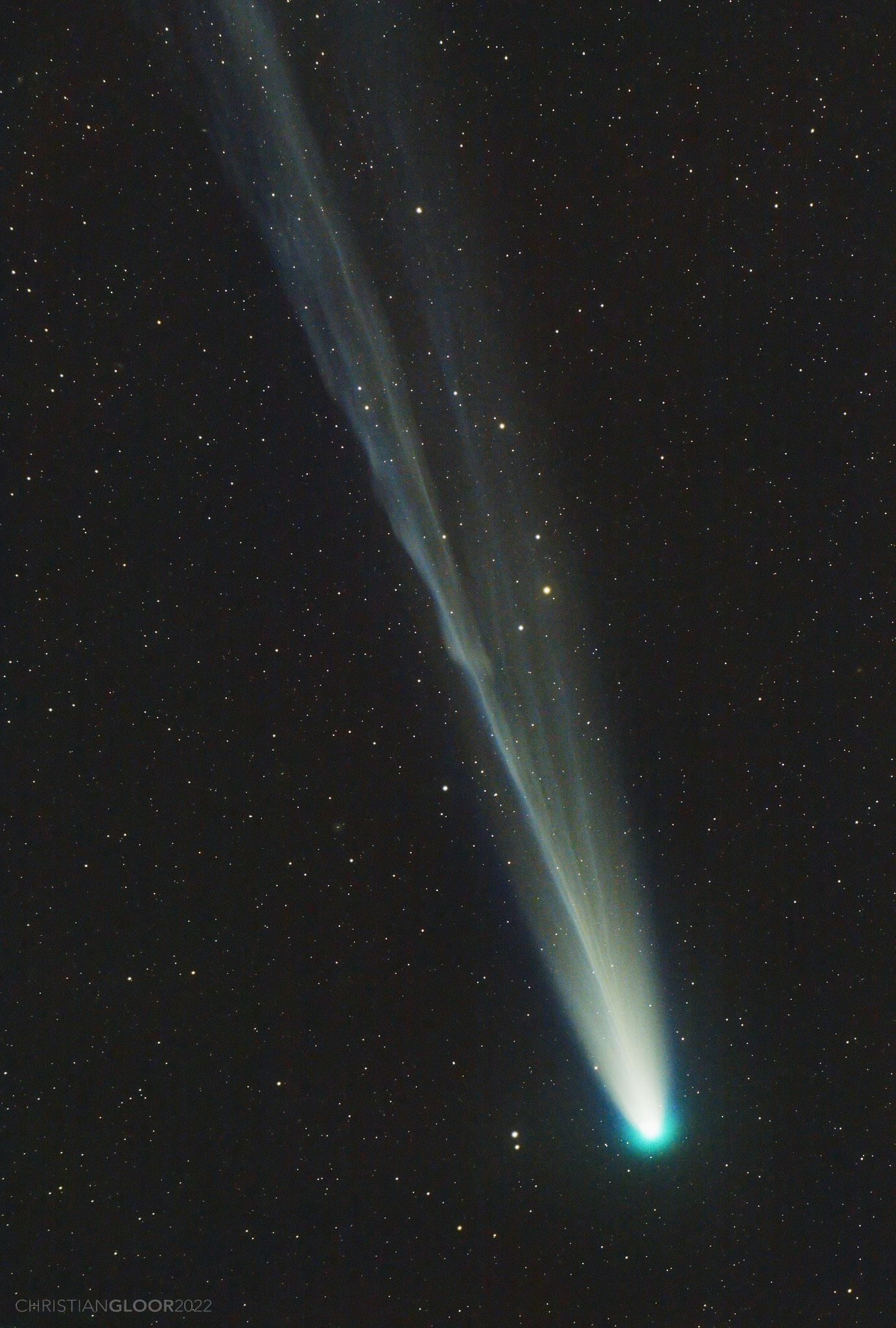
A Leonard-üstökös 2022. január 2-án, egy nappal a perihélium előtt

## További információ
- Tóth Imre: A déli égbolt gyönyörű meglepetése lett a hosszú csóvájú Leonard-üstökös. csillagászat.hu, 2021. december 30. (Hozzáférés: 2022. január 12.)
- APOD: 2021 December 30 - The Further Tail of Comet Leonard. apod.nasa.gov. (Hozzáférés: 2022. január 17.)